# Ernst aus’m Weerth
Ernst aus’m Weerth (* 11. April 1829 in Bonn, vollständiger Name Carl Ernst aus’m Weerth; † 23. September 1909 ebenda) war ein deutscher Historiker und Archäologe.

## Familie
Seine Eltern waren der aus Barmen stammende Textilindustrielle und spätere Bankier Peter Friedrich aus’m Weerth (1779–1852) und dessen Ehefrau Anna Constantine aus’m Weerth, geborene Schneider († 1832). Seine Nichte, Tochter des 1856 in die Vereinigten Staaten ausgewanderten Bruders Jakob Friedrich aus’m Weerth (1811–1897), war die Schriftstellerin und Übersetzerin Maria aus’m Weerth.
Anfang der 1820er Jahre erwarb die Familie den in Kessenich bei Bonn gelegenen Burbacher Hof des ehemaligen Zisterzienserinnenklosters Mariabrunn als „Sommerfrische“ und 1832 das ehemalige Klostergut Marienforst in Godesberg.
Fünf seiner älteren Brüder wurden innerhalb der Unternehmungen der Familie beschäftigt.

## Leben
In der familiären Umgebung lernte Ernst aus’m Weerth unter anderem Ernst Moritz Arndt (sein späterer Trauzeuge), das Ehepaar Gottfried und Johanna Kinkel, Karl Simrock, Carl Schurz, Adele Schopenhauer und Kronprinz Wilhelm kennen.
Nach dem Besuch der höheren Real- und Gewerbschule in Elberfeld, die er als Primaner 1849 verließ, nahm er im Oktober 1849 ein Studium auf. Er hörte unter anderem bei Gottfried Kinkel an der Philosophischen Fakultät der Universität Bonn. Kinkel und dessen Familie blieb aus’m Weerth, über diese Zeit hinaus, freundschaftlich verbunden.
Nach seinem Studium, das er im Januar 1853 in Berlin beendete, begleitete er Peter Cornelius als Sekretär auf dessen Italienreise 1853/54, mit Aufenthalt im Palazzo Zuccari in Rom, um nach der Rückkehr mit seiner Dissertation „Studien zur Geschichte des Niederrheins“ am 15. August 1854 an der Universität Jena promoviert zu werden.
Als Gutsbesitzer heiratete Ernst aus’m Weerth am 17. August 1855 in Poppelsdorf Emma Hermine, geborene Bullerdieck (* 29. September 1835), mit der er zwei Kinder hatte: Paul, geboren 1856, und Constanze Charlotte, geboren am 1. März 1858 in Poppelsdorf.
Seinem Beitritt in den Verein von Altertumsfreunden im Rheinlande 1856 folgte von 1859 bis 1870 die Funktion als Sekretär.

## Wissenschaftliche Tätigkeit und Resonanz
Zu seinen Arbeiten gehören die Ausgrabung des Bades der römischen Villa bei Allenz (bei Mayen), des Umgangstempels von Nattenheim und des Quellheiligtums von Neidenbach sowie die Beteiligung an der Herausgabe „Rheinlande“ an der zweibändigen „Histoire de Jules César“ Napoleons III., die 1862 erschien.
Im Zusammenhang mit der Abfassung seines Hauptwerks „Kunstdenkmäler des christlichen Mittelalters in den Rheinlanden“ 1857 hatte er sich ab 1854 in Berlin die Zusage geholt, dass Museen und andere öffentliche Anstalten sein Werk kaufen würden. Er war einer der Ersten, die archäologische Fundstätten und Denkmäler im Rheinland systematisch besichtigten und beschrieben. Nach der Veröffentlichung des dritten Bandes erhielt aus’m Weerth durch Kultusminister Moritz August von Bethmann-Hollweg 1860 als Anerkennung den Professorentitel verliehen.
Während seiner Mitgliedschaft im Verein von Altertumsfreunden im Rheinlande gewann er weitere Mitglieder und erfasste ab 1863 gemeinsam mit einem Fachkollegen den Sammlungsbestand und veröffentlichte zusätzlich in den Bonner Jahrbüchern.
Seiner Tätigkeit als Mitglied der „Königlichen Kommission zur Erhaltung und Erforschung der Kunstdenkmäler“ seit 1864 folgte die Aufnahme in den Historischen Verein für den Niederrhein sowie die Beteiligung an der Durchführung des „Internationalen Kongresses für Altertumskunde und Geschichte“ 1868.
Nachfolgend als Vizepräsident und von 1875 bis 1886 als Präsident tätig erfolgte 1874 unter Beteiligung von Hermann Schaaffhausen die Gründung des Provinzialmuseums in Bonn, dessen erster Direktor aus’m Weerth vom 1. Juli 1876 bis 1883 war.
Der Gründung waren seit 1869 zahlreiche jährliche Denkschriften vorausgegangen, denen durch den Beschluss des Rheinischen Provinziallandtags im März 1874 der Bau des Museums folgte.

## Missbrauchsskandal
Ende des Jahres 1882 vergriff sich aus’m Weerth an einem 17-jährigen Jungen. Als dies Anfang 1883 publik wurde, zog er sich wegen „reizbarer Nervenschwäche“ zu einer Kur zurück. Die Staatsanwaltschaft Bonn nahm ein Verfahren wegen „widernatürlicher Unzucht und unsittlichen Handlungen“ auf. Im März stellte aus’m Weerth sein Amt zur Verfügung, Ende März wurde er entlassen. Im Juni 1883 erkannte ihn das Gericht für schuldig und verurteilte ihn zu Gefängnisstrafe, die in eine Geldstrafe umgewandelt wurde. Gesellschaftlich und wissenschaftlich war sein Ruf ruiniert.

## Ehrungen
Ernst aus’m Weerth erhielt 1866 den Roter Adler Orden der vierten Klasse, 1869 den Roten Adler-Orden der Dritten Klasse mit der Schleife, 1872 den Wasaorden, 1872 die Großherzoglich Mecklenburgische goldene Verdienstmedaille I. Klasse, 1880 den Königlich Preußischen Kronen Orden Dritter Klasse und das Offizierskreuzes zum Stern von Rumänien.

## Veröffentlichungen (Auswahl)
- Moritz Arndt’s Büste von Afinger. In: Kölnische Zeitung Nr. 175 vom 26. Juni 1855.
- Kunstdenkmäler des christlichen Mittelalters in den Rheinlanden. 7 Bände, Leipzig 1857–1880.
  - Abt. 2, Bd. 4–5: Wandmalereien des christlichen Mittelalters in den Rheinlanden.  Leipzig 1880 (Digitalisat).
- Das Siegeskreuz der byzantinischen Kaiser Constantinus VII. Porphyrogenitus und Romanus II. und der Hirtenstab des Apostels Petrus. Zwei Kunstdenkmäler byzantinischer und deutscher Arbeit des 10. Jahrhunderts in der Domkirche zu Limburg an d. Lahn. Bonn 1866.
- Die Fälschung der Nenniger Inschriften. 1870.
- Der Grabfund von Wald-Algesheim. Bonn 1870.
- Verhandlungen des internationalen Congresses für Alterthumskunde und Geschichte in Bonn im September 1868. 1871.
- Der Mosaikboden in Sankt Gereon zu Cöln, nebst den damit verwandten Mosaikböden Italiens.  Hrsg. von Ernst Aus'mWeerth. Restauriert und gezeichnet von Toni Avenarius. Bonn 1873.
- Die Elfenbeinreliefs an der Kanzel im Münster zu Aachen. In: Die Wartburg 12, 1885, 111–117. 161–172.
- Die von Zwierlein’sche Kunstsammlung in Geisenheim. In: Repertorium für Kunstwissenschaft 11, 1888, S. 262–273.
- Die Wandmalereien in der Kapelle des Deutschen Ordens zu Ramersdorf, Bonn 1901.
- Kinkel im Gefängnisse in Spandau. In: Deutsche Revue November 1908, S. 171–190.
- Bonner Jugenderinnerungen. In: Bonner Zeitung vom 18., 20., 24. März und 3. April 1910.